# NGC 621
NGC 621 је спирална галаксија у сазвежђу Троугао која се налази на NGC листи објеката дубоког неба.
Деклинација објекта је + 35° 30' 45" а ректасцензија 1h 36m 48,9s. Привидна величина (магнитуда) објекта NGC 621 износи 12,8 а фотографска магнитуда 13,8. NGC 621 је још познат и под ознакама UGC 1147, MCG 6-4-45, CGCG 521-55, 4ZW 54, PGC 5984.